# IC 4932
IC 4932 је спирална галаксија у сазвјежђу Телескоп која се налази на листи објеката дубоког неба у Индекс каталогу.
Деклинација објекта је - 52° 50' 48" а ректасцензија 20h 2m 15,5s. Привидна величина (магнитуда) објекта IC 4932 износи 14,6 а фотографска магнитуда 15,5. IC 4932 је још познат и под ознакама ESO 185-49, FAIR 881, PGC 64012.